# Mesosemia limbata
Mesosemia limbata är en fjärilsart som beskrevs av Hans Ferdinand Emil Julius Stichel 1915. Mesosemia limbata ingår i släktet Mesosemia och familjen Riodinidae. Inga underarter finns listade i Catalogue of Life.